# Раев, Вадим Александрович
Вади́м Алекса́ндрович Ра́ев (; род. 5 мая 1989, Москва) — российский кёрлингист, тренер по кёрлингу.
Мастер спорта России (кёрлинг, 2011).
Выступает за Московский кёрлинг-клуб (Москва). Там же с 2012 работает тренером.
Окончил Московский педагогический государственный университет (2011).
Аспирант Московской государственной академии физической культуры.

## Достижения
- Чемпионат России по кёрлингу среди мужчин: бронза (2008).
- Кубок России по кёрлингу среди мужчин: золото (2017), серебро (2018), бронза (2010).
- Чемпионат России по кёрлингу среди смешанных команд: золото (2012), серебро (2008, 2013).
- Кубок России по кёрлингу среди смешанных команд: серебро (2011).
- Кубок России по кёрлингу среди смешанных пар: бронза (2013).

## Команды
| Сезон                                               | Четвёртый         | Третий              | Второй              | Первый             | Запасной                             | Тренер                            | Турниры                                |
| --------------------------------------------------- | ----------------- | ------------------- | ------------------- | ------------------ | ------------------------------------ | --------------------------------- | -------------------------------------- |
| 2007—08                                             | Андрей Дроздов    | Роман Кутузов       | Александр Козырев   | Вадим Раев         | Сергей Манулычев                     |                                   | ЧРМ 2008                               |
| 2008—09                                             | Артём Болдузев    | Роман Кутузов       | Александр Козырев   | Вадим Раев         |                                      |                                   | КРМ 2008 (5 место)                     |
| 2009—10                                             | Артём Болдузев    | Алексей Стукальский | Виктор Корнев       | Вадим Раев         | Евгений Архипов                      | Василий Гудин                     | ЧМЮ 2010 (10 место)                    |
| 2009—10                                             | Евгений Архипов   | Вадим Раев          | Виктор Корнев       | Сергей Манулычев   |                                      |                                   | КРМ 2009 (8 место) ЧРМ 2010 (8 место)  |
| 2010—11                                             | Вадим Стебаков    | Вадим Раев          | Сергей Манулычев    | Александр Челышев  | Артур Али                            |                                   | КРМ 2010                               |
| 2011—12                                             | Вадим Стебаков    | Вадим Раев          | Сергей Манулычев    | Александр Челышев  | Артем Баюр                           |                                   | КРМ 2011 (11 место)                    |
| 2016—17                                             | Вадим Раев        | ?                   | ?                   | ?                  |                                      |                                   | КРМ 2016 (13 место)                    |
| 2016—17                                             | Вадим Раев        | Василий Тележкин    | Артём Пузанов       | Лев Пузаков        | Николай Левашев                      |                                   | ЧРМ 2017 (7-е место)                   |
| 2017—18                                             | Вадим Раев        | Артём Пузанов       | Василий Тележкин    | Николай Левашев    |                                      |                                   | КРМ 2017                               |
| 2017—18                                             | Вадим Раев        | Николай Левашев     | Василий Тележкин    | Артём Пузанов      | Андрей Суворов                       |                                   | ЧРМ 2018 (7-е место)                   |
| 2018—19                                             | Вадим Раев        | Евгений Архипов     | Артём Пузанов       | Николай Левашев    | Андрей Шестопалов                    |                                   | КРМ 2018                               |
| 2018—19                                             | Николай Левашев   | Вадим Раев          | Евгений Архипов     | Лев Пузаков        | Артём Пузанов                        |                                   | ЧРМ 2019 (7 место)                     |
| 2019—20                                             | Вадим Раев        | Евгений Архипов     | Лев Пузаков         | Сергей Андрианов   | Николай Левашев                      |                                   | КРМ 2019 (11 место)                    |
| 2020—21                                             | Вадим Раев        | Даниил Возняк       | Артём Пузанов       | Сергей Андрианов   | Николай Левашев                      | Ольга Андрианова, Д.Ю. Андрианов  | КРМ 2020 (15 место) ЧРМ 2020 (7 место) |
| 2020—21                                             | Вадим Раев        | Герман Доронин      | Сергей Андрианов    | Артём Пузанов      | Николай Левашев                      | Ольга Андрианова, Евгений Архипов | ЧРМ 2021 (8 место)                     |
| 2021—22                                             | Вадим Раев        | Герман Доронин      | Георгий Епремян     | Артём Пузанов      | Николай Левашев                      | Ольга Андрианова, Д.Ю. Андрианов  | КРМ 2021 (8 место)                     |
| 2021—22                                             | Вадим Раев        | Герман Доронин      | Георгий Епремян     | Дмитрий Сироткин   | Артём Пузанов                        | Ольга Андрианова, Д.Ю. Андрианов  | ЧРМ 2022 (9 место)                     |
| Кёрлинг среди смешанных команд (mixed curling)      |                   |                     |                     |                    |                                      |                                   |                                        |
| 2007—08                                             | Артём Болдузев    | Екатерина Галкина   | Алексей Стукальский | Екатерина Антонова | Вадим Раев, Ольга Зябликова          |                                   | ЧРСК 2008                              |
| 2008—09                                             | Вадим Раев        | ? Борисова          | Денис Килба         | Александра Саитова |                                      |                                   | КРСК 2008 (5 место)                    |
| 2008—09                                             | Вадим Раев        | Алина Биктимирова   | Евгений Архипов     | Ольга Лаврова      |                                      |                                   | ЧРСК 2009 (18-е место)                 |
| 2010—11                                             | Анна Сидорова     | Роман Кутузов       | Екатерина Галкина   | Вадим Раев         | Александра Саитова, Тимур Гаджиханов |                                   | КРСК 2010 (5 место)                    |
| 2010—11                                             | Роман Кутузов     | Екатерина Галкина   | Вадим Раев          | Алина Биктимирова  |                                      |                                   | ЧРСК 2011 (?? место)                   |
| 2011—12                                             | Роман Кутузов     | Кира Езех           | Вадим Раев          | Екатерина Галкина  |                                      |                                   | КРСК 2011                              |
| 2011—12                                             | Роман Кутузов     | Кира Езех           | Вадим Раев          | Екатерина Галкина  | Сергей Манулычев, Татьяна Макеева    |                                   | ЧРСК 2012                              |
| 2012—13                                             | Роман Кутузов     | Евгения Дёмкина     | Сергей Манулычев    | Екатерина Кузьмина | Вадим Раев, Валерия Шелкова          |                                   | ЧЕСК 2012 (14 место)                   |
| 2012—13                                             | Роман Кутузов     | Александра Саитова  | Вадим Раев          | Валерия Шелкова    |                                      |                                   | ЧРСК 2013                              |
| 2013—14                                             | Роман Кутузов     | Валерия Шелкова     | Вадим Раев          | Мария Дуюнова      |                                      |                                   | ЧЕСК 2013 (21 место)                   |
| 2013—14                                             | Роман Кутузов     | Александра Саитова  | Вадим Раев          | Валерия Шелкова    |                                      |                                   | ЧРСК 2014 (группа Б, 4-е место)        |
| Кёрлинг среди смешанных пар (mixed doubles curling) |                   |                     |                     |                    |                                      |                                   |                                        |
| 2007—08                                             | Вадим Раев        | Анна Лобова         |                     |                    |                                      |                                   | ЧРСП 2007 (5 место)                    |
| 2009—10                                             | Вадим Раев        | Екатерина Антонова  |                     |                    |                                      | Светлана Калалб, Н.Н. Петрова     | КРСП 2009 (7 место)                    |
| 2011—12                                             | Вадим Раев        | Ольга Лаврова       |                     |                    |                                      |                                   | КРСП 2011 (14 место)                   |
| 2011—12                                             | Евгения Дёмкина   | Вадим Раев          |                     |                    |                                      |                                   | ЧРСП 2012 (9 место)                    |
| 2012—13                                             | Вадим Раев        | Валерия Шелкова     |                     |                    |                                      |                                   | КРСП 2012 (4 место)                    |
| 2013—14                                             | Алина Биктимирова | Вадим Раев          |                     |                    |                                      |                                   | КРСП 2013                              |

(скипы выделены полужирным шрифтом)

## Результаты как тренера национальных сборных
| Год  | Турнир                                          | Сборная | Место |
| ---- | ----------------------------------------------- | ------- | ----- |
| 2015 | Чемпионат мира по кёрлингу среди ветеранов 2015 | Россия  | 11    |
| 2016 | Чемпионат мира по кёрлингу среди ветеранов 2016 | Россия  | 9     |
| 2017 | Чемпионат мира по кёрлингу среди ветеранов 2017 | Россия  | 6     |

## Частная жизнь
В 2015 женился на Александре Саитовой, которая изменила фамилию на «Раева».